# Kake (Kumba)
Pour les articles homonymes, voir Kake.
Kake I (ou Kake I Bongwana) est une localité du Cameroun située dans le département de la  Meme et la Région du Sud-Ouest. Elle fait partie de la communauté urbaine de Kumba er.

## Population
En 1967 on y a dénombré 430 personnes, principalement des Bakundu du groupe Oroko.
Lors du recensement de 1987, on y a dénombré 685 personnes, puis 2 513 lors du recensement suivant, en 2005.